# Tiúlkovo
Tiúlkovo (en rus: Тюльково) és un poble del krai de Krasnoiarsk, a Rússia, que en el cens del 2010 tenia 990 habitants. Pertany al districte de Balakhtà.